# Henry Ames Blood
Pour les articles homonymes, voir Blood.
Henry Ames Blood, né le 7 juin 1836 à Temple dans le New Hampshire et mort le 30 décembre 1900 à Washington, D.C., est un écrivain américain.

## Œuvres

### Théâtre
- The Emigrant, 1874
- Lord Timothy Dexter, or, The Greatest Man in the East, 1874, comédie en 5 actes sur Timothy Dexter (Google Books e-texte)
- The Spanish Mission, or, The Member from Nevada, 1874
- How Much I Loved Thee! A Drama, 1884 (Google Books e-texte)
- The Return of Ulysses

### Poésie
- Selected Poems of Henry Ames Blood, 1901

### Essais
- The History of Temple, N. H., 1860
- Proceedings in the Internal Revenue Office Commemorative of the Late Judge Israel Dille, 1874